# 刘莉 (考古学家)
刘莉（1953年12月12日—） ，北京人。是一位美国华人考古学家。

## 生平
1953年出生，1969年1月到延安插队，1971年进入铜川一家造枪兵工厂，恢复高考后1977年报考西北大学 (中国)，1982年获得西北大学 (中国)历史系考古专业学士学位，之后进入陕西省考古研究所，1987年获得天普大学人类学系硕士学位，1994年获得哈佛大学博士学位，师从张光直。1996年加入乐卓博大学担任讲师，2010年加入斯坦福大学担任教授。